# 圣安波罗修教堂
圣安波罗修教堂（義大利語：Chiesa di Sant'Ambrogio di Lierna），位于意大利伦巴底大区列尔纳科莫湖附近。此處有一座钟楼，其歷史可追溯到公元一千年左右。
列尔纳的圣安布罗焦教堂可以追溯到1500年以前。 1593年，科莫主教费利西亚诺·宁瓜尔达命令对教堂进行大规模扩建。 随后在1619年，主教菲利波·阿尔钦蒂建立了列尔纳教区。 我们今天看到的建筑结构始于1626年，并在1627年由主教拉扎罗·卡拉菲诺祝圣。
列尔纳的原始建筑直到1202年仍属于米兰的圣丹尼斯修道院, 这是由大主教亚里伯特·丁蒂米亚诺捐赠而成的。
1778年，该教区进行了进一步的改建。 19世纪初，安装了大理石主祭坛，并安放了圣哥伦布, 圣卡洛, 圣佩佩图阿和圣迪莱托的圣物。 教堂右侧的门上方有一幅1628年由乔瓦尼·巴蒂斯塔·马科利诺绘制的玫瑰圣母与圣多米尼克和圣凯瑟琳的画作。
1936年，翁贝托·马里利亚尼（1885-1960）创作了教堂穹顶的壁画，描绘了圣安布罗焦生活中的各个场景。 马里利亚尼还负责修复了圣安东尼祭坛的画作和主祭坛的绘画。

## 外部連結
- .   [2018-03-18]. （原始内容存档于2018-03-19）.